# Erpobdella octoculata
Erpobdella octoculata é uma espécie de anelídeo pertencente à família Erpobdellidae.
A autoridade científica da espécie é Linnaeus, tendo sido descrita no ano de 1758.
Trata-se de uma espécie presente no território português, incluindo a sua zona económica exclusiva.